# Штајмбке
Штајмбке (њем. Steimbke) општина је у њемачкој савезној држави Доња Саксонија. Једно је од 36 општинских средишта округа Нинбург (Везер). Према процјени из 2010. у општини је живјело 2.453 становника. Посједује регионалну шифру (AGS) 3256029.

## Географски и демографски подаци
Штајмбке се налази у савезној држави Доња Саксонија у округу Нинбург (Везер). Општина се налази на надморској висини од 51 метра. Површина општине износи 63,1 km². У самом мјесту је, према процјени из 2010. године, живјело 2.453 становника. Просјечна густина становништва износи 39 становника/km².

## Међународна сарадња
| Мјесто | Држава    | Врста сарадње | Од    |
| ------ | --------- | ------------- | ----- |
|        | Француска | партнерство   | 1991. |
| Извор  |           |               |       |